# Hyperdasysella
Hyperdasysella is een geslacht van vlinders uit de familie prachtmotten (Cosmopterigidae).

## Soorten
- H. arundinicolor (Walsingham, 1907)
- H. cryptogamiellus (Walsingham, 1907)
- H. philocharis (Meyrick, 1915)
- H. semiustus (Walsingham, 1907)
- H. unicolor (Walsingham, 1907)